# Veauchette

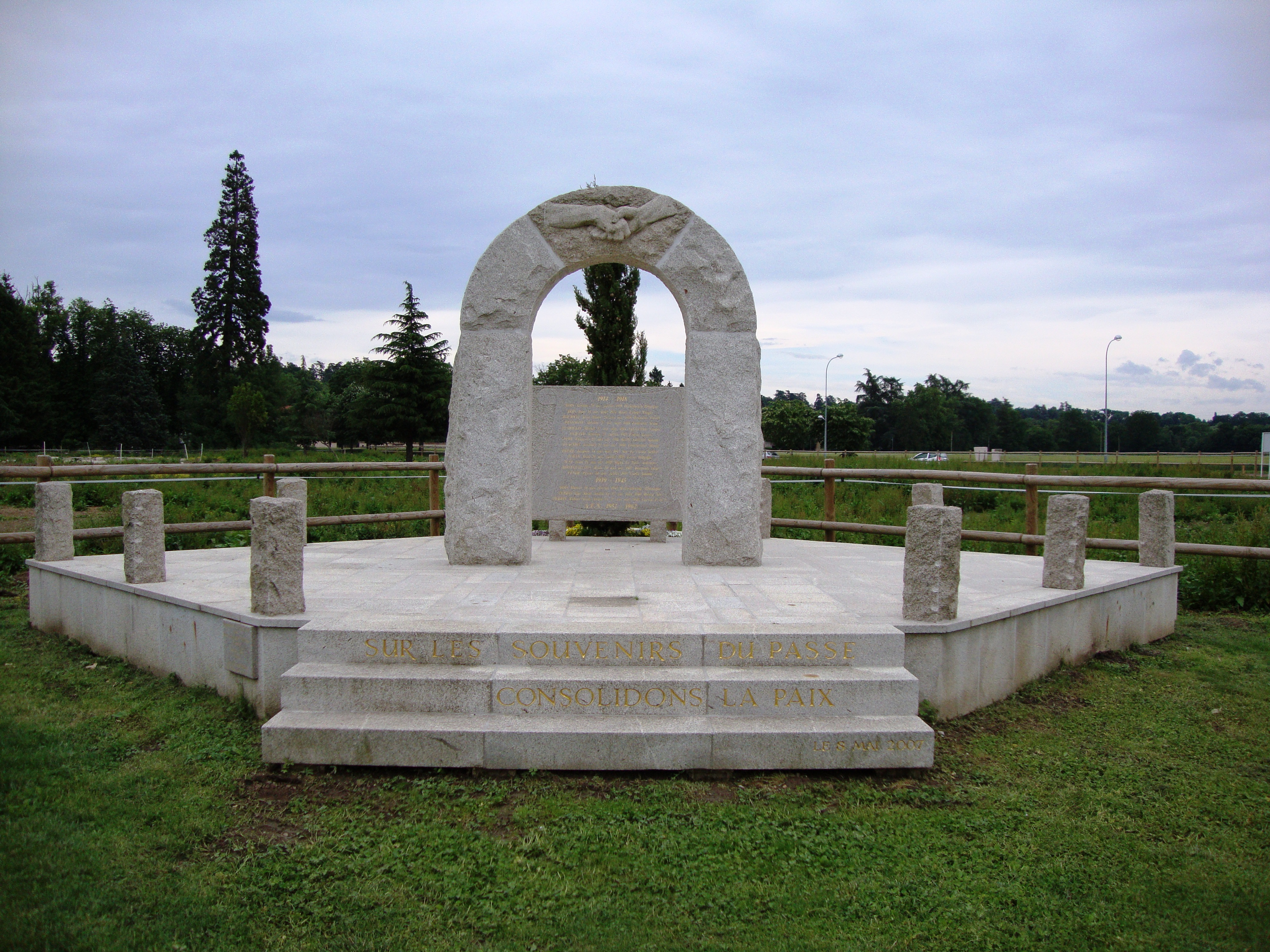
Monument aux morts.

Veauchette est une commune française située dans le département de la Loire en région Auvergne-Rhône-Alpes, et faisant partie de Loire Forez Agglomération.

## Géographie

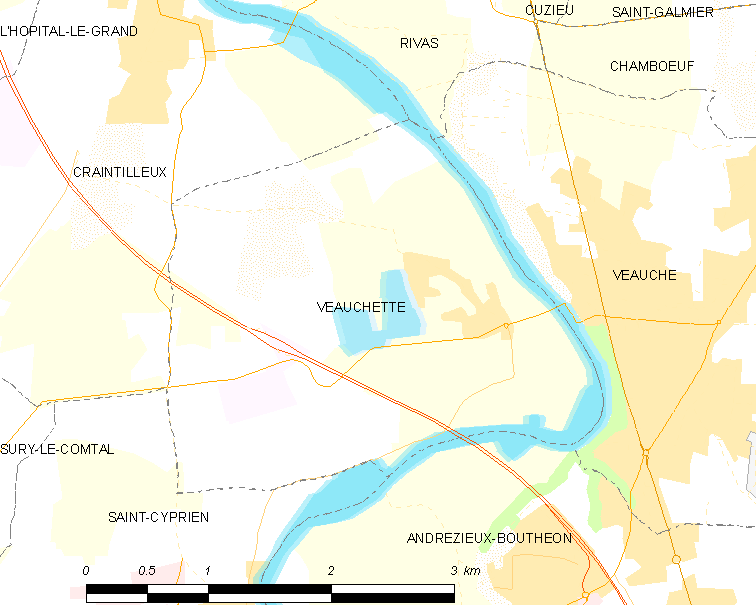
Localisation du village et des communes aux alentours

La commune se situe dans la plaine du Forez, à 20 km au sud-est de Montbrison, sa sous-préfecture, et à 20 km au nord de Saint-Étienne.
| Craintilleux  | Rivas      |                     |
|               | Veauchette | Veauche             |
| Saint-Cyprien |            | Andrézieux-Bouthéon |

### Climat
Pour des articles plus généraux, voir Climat d'Auvergne-Rhône-Alpes et Climat de la Loire.
En 2010, le climat de la commune est de type climat océanique dégradé des plaines du Centre et du Nord, selon une étude du Centre national de la recherche scientifique s'appuyant sur une série de données couvrant la période 1971-2000. En 2020, Météo-France publie une typologie des climats de la France métropolitaine dans laquelle la commune est exposée à un climat de montagne ou de marges de montagne et est dans la région climatique  Nord-est du Massif Central, caractérisée par une pluviométrie annuelle de 800 à 1 200 mm, bien répartie dans l’année. 
Pour la période 1971-2000, la température annuelle moyenne est de 10,9 °C, avec une amplitude thermique annuelle de 16,8 °C. Le cumul annuel moyen de précipitations est de 661 mm, avec 8 jours de précipitations en janvier et 6,4 jours en juillet. Pour la période 1991-2020, la température moyenne annuelle observée sur la station météorologique de Météo-France la plus proche, « Saint-Étienne-Bouthéon », sur la commune d'Andrézieux-Bouthéon à 4 km à vol d'oiseau, est de 11,9 °C et le cumul annuel moyen de précipitations est de 728,3 mm,. Pour l'avenir, les paramètres climatiques de la commune estimés pour 2050 selon différents scénarios d'émission de gaz à effet de serre sont consultables sur un site dédié publié par Météo-France en novembre 2022.

## Urbanisme

### Typologie
Au 1er janvier 2024, Veauchette est catégorisée ceinture urbaine, selon la nouvelle grille communale de densité à sept niveaux définie par l'Insee en 2022.
Elle appartient à l'unité urbaine de Saint-Just-Saint-Rambert, une agglomération intra-départementale regroupant douze  communes, dont elle est une commune de la banlieue,,. Par ailleurs la commune fait partie de l'aire d'attraction de Saint-Étienne, dont elle est une commune de la couronne,. Cette aire, qui regroupe 105 communes, est catégorisée dans les aires de 200 000 à moins de 700 000 habitants,.

## Politique et administration
| Période                                  | Période   | Identité         | Étiquette | Qualité |
| ---------------------------------------- | --------- | ---------------- | --------- | ------- |
| Les données manquantes sont à compléter. |           |                  |           |         |
| mars 1971                                | mars 2008 | Pierre Just      |           |         |
| mars 2008                                | En cours  | Jean-Paul Tissot |           |         |

Veauchette faisait partie de la communauté de communes Forez Sud en 1996, puis de la communauté d'agglomération de Loire Forez de 2003 à 2016 et a ensuite intégré Loire Forez Agglomération.

## Démographie
L'évolution du nombre d'habitants est connue à travers les recensements de la population effectués dans la commune depuis 1793. Pour les communes de moins de 10 000 habitants, une enquête de recensement portant sur toute la population est réalisée tous les cinq ans, les populations de référence des années intermédiaires étant quant à elles estimées par interpolation ou extrapolation. Pour la commune, le premier recensement exhaustif entrant dans le cadre du nouveau dispositif a été réalisé en 2008.

En 2022, la commune comptait 1 217 habitants, en évolution de +2,27 % par rapport à 2016 (Loire : +1,32 %, France hors Mayotte : +2,11 %).
| 1793 | 1800 | 1806 | 1821 | 1831 | 1836 | 1841 | 1846 | 1851 |
| ---- | ---- | ---- | ---- | ---- | ---- | ---- | ---- | ---- |
| 180  | 163  | 173  | 187  | 203  | 218  | 200  | 222  | 248  |

| 1856 | 1861 | 1866 | 1872 | 1876 | 1881 | 1886 | 1891 | 1896 |
| ---- | ---- | ---- | ---- | ---- | ---- | ---- | ---- | ---- |
| 275  | 273  | 306  | 273  | 322  | 324  | 345  | 321  | 296  |

| 1901 | 1906 | 1911 | 1921 | 1926 | 1931 | 1936 | 1946 | 1954 |
| ---- | ---- | ---- | ---- | ---- | ---- | ---- | ---- | ---- |
| 276  | 294  | 297  | 257  | 227  | 223  | 221  | 206  | 250  |

| 1962 | 1968 | 1975 | 1982 | 1990 | 1999 | 2006 | 2008 | 2013  |
| ---- | ---- | ---- | ---- | ---- | ---- | ---- | ---- | ----- |
| 255  | 274  | 309  | 435  | 767  | 740  | 834  | 861  | 1 132 |

| 2018  | 2022  | - | - | - | - | - | - | - |
| ----- | ----- | - | - | - | - | - | - | - |
| 1 170 | 1 217 | - | - | - | - | - | - | - |

## Culture locale et patrimoine

### Lieux et monuments
- Église Saint-Jean-François-Régis de Veauchette.
- La famille de Sagnard de Sasselange, originaire de Craponne sur Arzon, dans la Haute-Loire, a acheté le château de Veauchette le 24 mai 1842.
- Sur le territoire communal se situe le péage principal de l'A72 : le péage de Veauchette.
- Chaque année depuis 2011, le festival Rock'n patate[19] s'installe début avril, dans le centre du village de Veauchette. Ce festival musical s'est fixé comme objectif de faire la part belle aux groupes de musiques locaux qui composent leur musique et écrivent leurs textes en français. Les plats régionaux et bio sont aussi mis à l'honneur lors d'un repas en soirée avec les traditionnelles râpées foreziennes, un concours réservé aux enfants, une scène ouverte, une brocante musicale et un salon des luthiers agrémentent la journée. Michael Jones est le parrain du festival depuis 2014.

### Héraldique
|  | Les armoiries de Veauchette se blasonnent ainsi : Parti: au 1er coupé au I d'azur au sautoir d'or, au II re-coupé de sinople et d'or à la fasce ondée d'azur brochant sur la partition, au 2e d'azur au dauphin d'or. |

## Personnalités liées à la commune
- Just-Antoine-Henry-Marie-Germain de Rostaing (1740-1826), marquis, député du tiers état aux états généraux de 1789, né et mort à Veauchette.
- Alban, baron de Jerphanion (1835-1870), épouse Gabrielle Sanhard de Sasselange (1839-1919), qui avait hérité le château de son père (voir ci-dessus)[réf. nécessaire].
- Jean, baron de Jerphanion,(1869-1943), fils du précédent, vécut dans le château jusqu'à sa mort. Il fut maire du village de longues années[réf. nécessaire].
- Antoine de Jerphanion, l'un de ses fils, hérita le château, qu'il vendit dans les années 1970[réf. nécessaire].